# Leichtathletik-Weltmeisterschaften 2023/Teilnehmer (Seychellen)
| Goldmedaillen | Silbermedaillen | Bronzemedaillen |
| ------------- | --------------- | --------------- |
| —             | —               | —               |

Die Seychellen nehmen an den Leichtathletik-Weltmeisterschaften 2023 in Budapest mit einem Athleten teil.

## Ergebnisse

### Männer

#### Laufdisziplinen
| Athlet       | Disziplin | Qualifikation | Qualifikation | Vorlauf | Vorlauf | Halbfinale | Halbfinale | Finale | Finale |
| Athlet       | Disziplin | Zeit          | Platz         | Zeit    | Platz   | Zeit       | Platz      | Zeit   | Platz  |
| ------------ | --------- | ------------- | ------------- | ------- | ------- | ---------- | ---------- | ------ | ------ |
| Dylan Sicobo | 100 m     | DNS           | DNS           | DNQ     | DNQ     | –          | –          | –      | –      |